# Henderson (Nevada)
Henderson és una ciutat ubicada al comtat de Clark a l'estat de Nevada, als Estats Units d'Amèrica, de 272.063 habitants segons el cens de l'any 2008 i amb una densitat de 1.111,82 habitants per km². Henderson és la 2a ciutat més poblada de Nevada per darrere de Las Vegas, i la 71a més poblada del país. L'actual alcalde és Andy A. Hafen.